# Митре
Митре су породица пужева који имају љуштуре јајастог или вретенастог облика чији се завојци међу собом разликују, како по изгледу, тако и по величини. Гротло је издужено, али сифонални канал и оперкулум нису диференцирани.

## Родови
- Finlay, 1927
- Roding, 1798
- Olsson & Harbison, 1953